# Эна (река)
Э́на (фр. Aisne, читается «эн»; лат. Axona, Аксона) — река на севере Франции, левый приток Уазы, впадающей в Сену. Длина около 280 км, площадь водосборного бассейна — около 7700 км².
Истоки реки находятся в Аргонском лесу на северо-востоке Франции около Сент-Менеу. На своём протяжении пересекает департаменты Мёз, Марна, Арденны, Эна, впадая в департаменте Уаза в районе Компьени в реку Уаза. Судоходный Арденский канал соединяет бассейны Эны и Мааса.
Притоки: Вель и др.
Река известна тремя битвами Первой мировой войны.
Река шлюзована, на протяжении 116 км судоходна, соединена каналами с реками Марна и Маас. Крупнейшие города на реке — Сент-Менеу, Ретель, Суассон, Компьень.

## Галерея

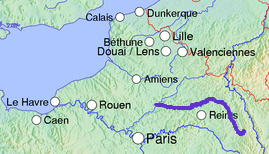
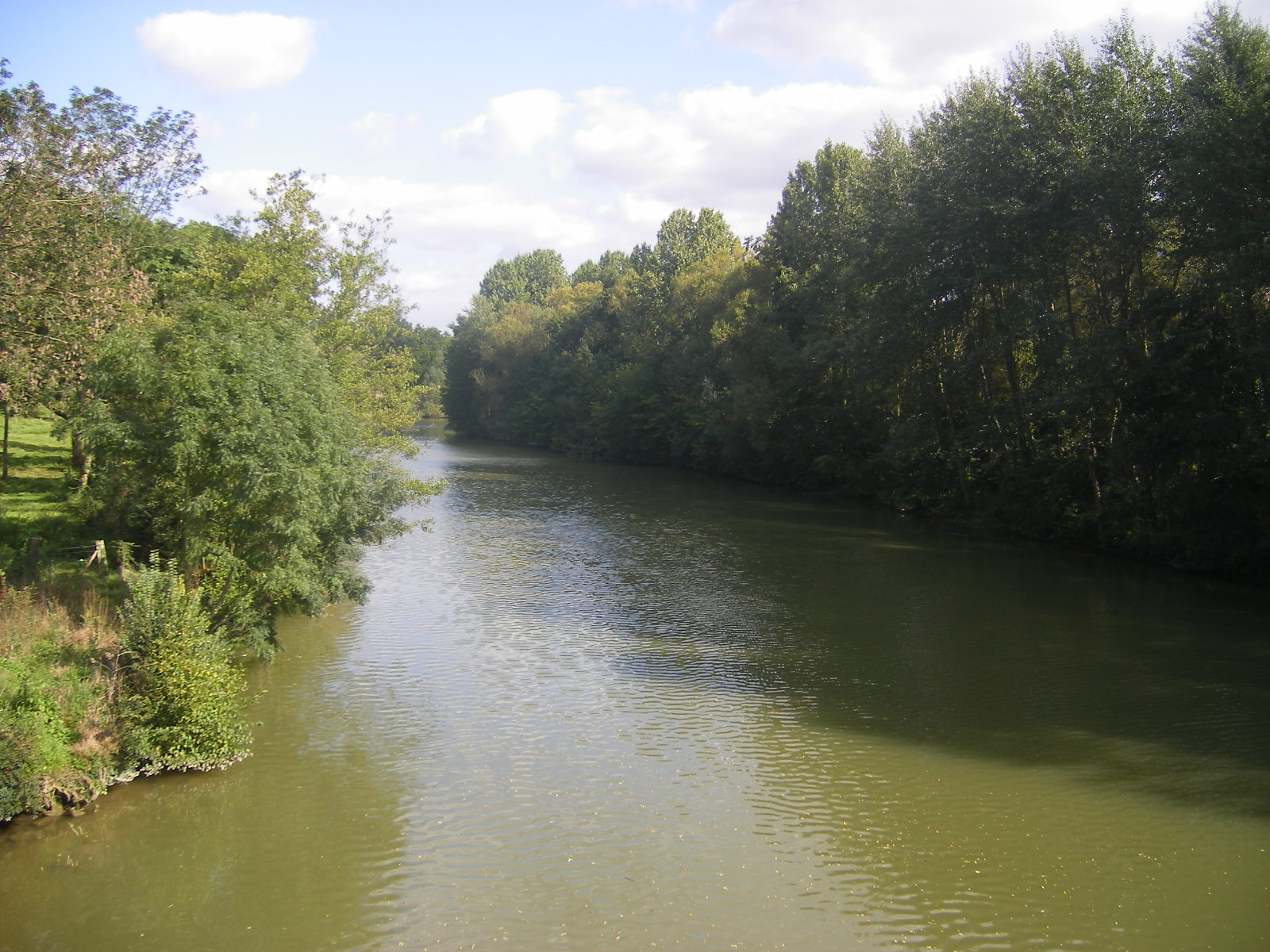
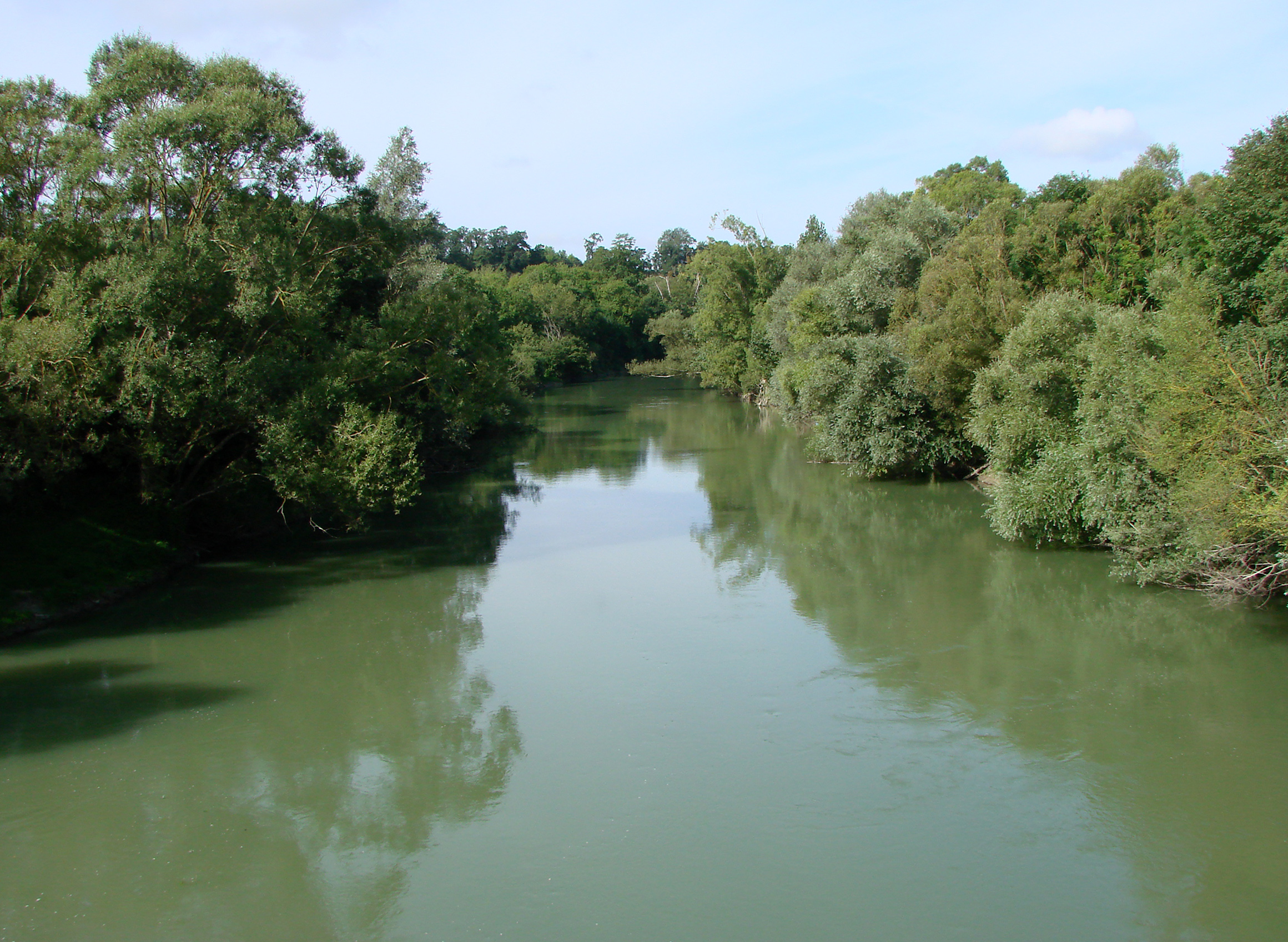
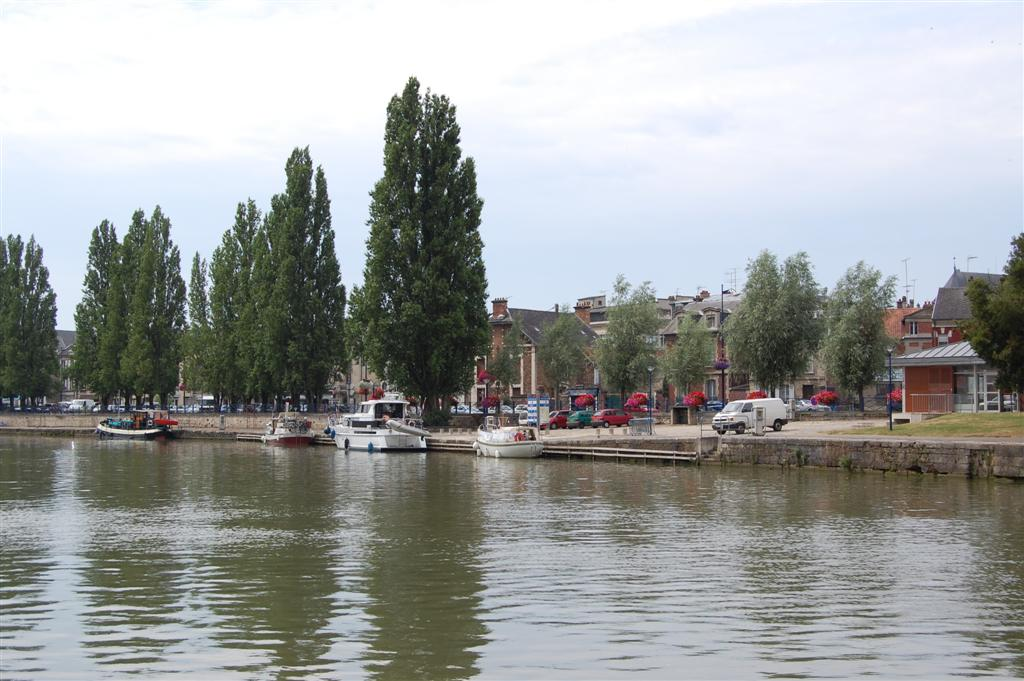
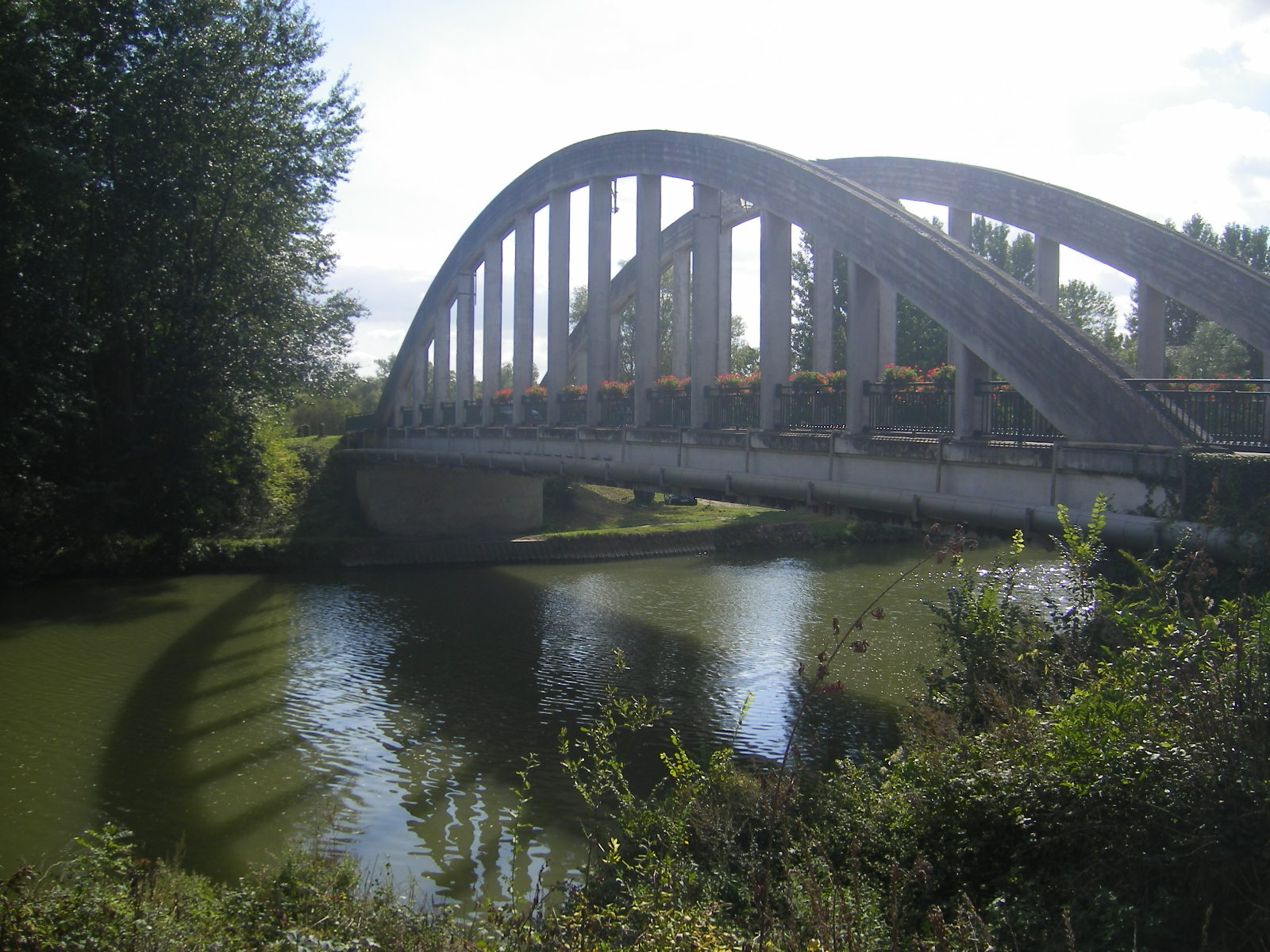